# Cansei de Ser Sexy
Cansei de Ser Sexy (z port. „Zmęczyłam się byciem sexy” – słowa wypowiedziane przez Beyonce w jednym z wywiadów) – brazylijski zespół wykonujący muzykę indie, electro i indietronica. Członkowie zespołu to przyjaciele, którzy postanowili założyć CSS na jednej z imprez – kiedy wspólne imprezowanie zaczęło zmieniać się w pierwsze próby muzyczne.

## Członkowie
- Lovefoxxx – główny wokal
- Adriano Cintra – perkusja, gitara, gitara basowa, wokal i produkcja
- Luiza Sá – gitara, perkusja i keyboard
- Carolina Parra – gitara i perkusja
- Ana Rezende – gitara, keyboard i harmonia

## Dyskografia

### Albumy
- Cansei de Ser Sexy (2006)
- Donkey (2008)
- La Liberacion (2011)
- Planta (2013)

### Single
| Singiel                                                       | Rok  | Najwyższe pozycje na listach | Najwyższe pozycje na listach | Najwyższe pozycje na listach | Najwyższe pozycje na listach | Najwyższe pozycje na listach | Najwyższe pozycje na listach | Najwyższe pozycje na listach | Album                                      |
| Singiel                                                       | Rok  | CAN                          | FIN                          | IRL                          | UK                           | US                           | US Dance                     | US Pop                       | Album                                      |
| ------------------------------------------------------------- | ---- | ---------------------------- | ---------------------------- | ---------------------------- | ---------------------------- | ---------------------------- | ---------------------------- | ---------------------------- | ------------------------------------------ |
| „Let's Make Love and Listen to Death from Above”              | 2004 | —                            | —                            | —                            | —                            | —                            | —                            | —                            | Cansei de Ser Sexy (edycja brazylijska)    |
| „Bezzi”                                                       | 2005 | —                            | —                            | —                            | —                            | —                            | —                            | —                            | Cansei de Ser Sexy (edycja brazylijska)    |
| „Superafim”                                                   | 2005 | —                            | —                            | —                            | —                            | —                            | —                            | —                            | Cansei de Ser Sexy (edycja brazylijska)    |
| „Alala”                                                       | 2006 | —                            | —                            | —                            | —                            | —                            | 21                           | —                            | Cansei de Ser Sexy (edycja międzynarodowa) |
| „Off the Hook”                                                | 2006 | —                            | —                            | —                            | 43                           | —                            | —                            | —                            | Cansei de Ser Sexy (edycja międzynarodowa) |
| „Let's Make Love and Listen to Death from Above” (wznowienie) | 2007 | —                            | —                            | 37                           | 39                           | —                            | 10                           | —                            | Cansei de Ser Sexy (edycja międzynarodowa) |
| „Alcohol”                                                     | 2007 | —                            | —                            | —                            | —                            | —                            | —                            | —                            | Cansei de Ser Sexy (edycja międzynarodowa) |
| „Music Is My Hot Hot Sex”                                     | 2007 | 12                           | —                            | —                            | —                            | 63                           | —                            | 43                           | Cansei de Ser Sexy (edycja międzynarodowa) |
| „Rat Is Dead (Rage)”                                          | 2008 | —                            | —                            | —                            | —                            | —                            | —                            | —                            | Donkey                                     |
| „Left Behind”                                                 | 2008 | —                            | 18                           | —                            | 78                           | —                            | —                            | —                            | Donkey                                     |
| „Move”                                                        | 2008 | —                            | —                            | —                            | —                            | —                            | —                            | —                            | Donkey                                     |
| „Hits Me Like a Rock”                                         | 2011 | —                            | —                            | —                            | —                            | —                            | —                            | —                            | La Liberación                              |
| „City Grrrl”                                                  | 2011 | —                            | —                            | —                            | —                            | —                            | —                            | —                            | La Liberación                              |
| „Hangover”                                                    | 2013 | —                            | —                            | —                            | —                            | —                            | —                            | —                            | Planta                                     |
| „Into the Sun”                                                | 2013 | —                            | —                            | —                            | —                            | —                            | —                            | —                            | Planta                                     |